# Río Jubones
El río Jubones es un río del Ecuador en las provincias de Azuay y El Oro, es el principal río de la provincia de El Oro, actualmente se está construyendo el proyecto hidroeléctrico Minas San Francisco con capacidad de generación de 275MW.
Surge en las estribaciones de la cordillera occidental, una de las dos principales cadenas montañosas de los Andes en Ecuador. Sus afluentes son los ríos León y Rircay. Su recorrido es de este a oeste y atraviesa una cuenca homónima, sirviendo de frontera natural entre las provincias del Azuay con Loja y El Oro.
Circula, más adelante, contiguo a Pasaje y desemboca en el canal de Jambelí, al norte de Machala.
En buena parte de su recorrido en la región litoral es navegable por pequeñas embarcaciones. Su hoya tiene una extensión aproximada de 5.350 kilómetros cuadrados.